# Xenoschesis mordax
Xenoschesis mordax là một loài tò vò trong họ Ichneumonidae.